# Hypolimnas mayottensis
Hypolimnas mayottensis är en fjärilsart som beskrevs av Le Cerf 1928. Hypolimnas mayottensis ingår i släktet Hypolimnas och familjen praktfjärilar. Inga underarter finns listade i Catalogue of Life.